# بريوم أرجواني
بريوم أرجواني (الاسم العلمي:Bryum purpurascens) هي نوع من النباتات يتبع جنس البريوم من الفصيلة البريوية.